# Campos de Níjar

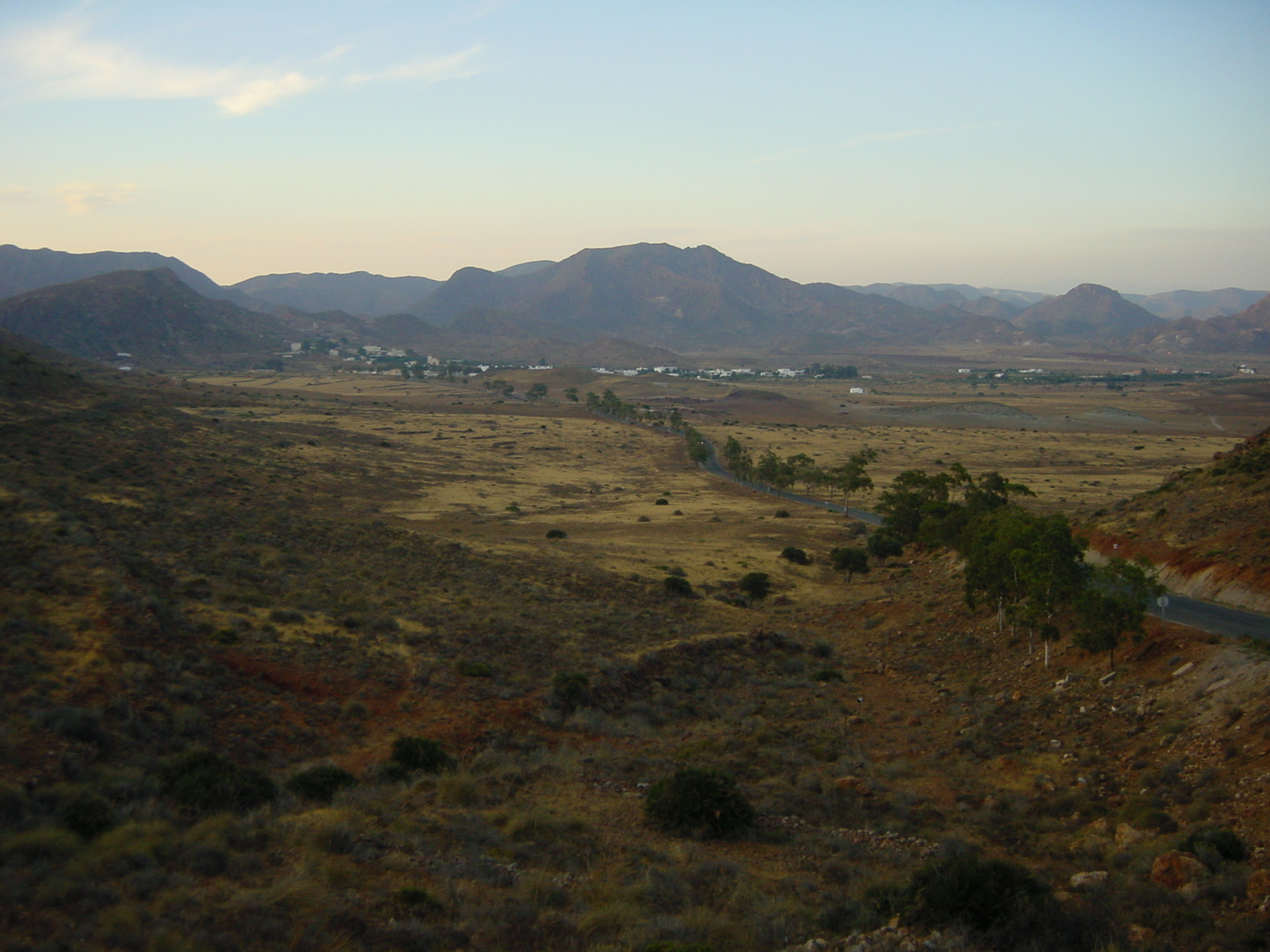
Puesta de sol en el cabo de Gata

Campos de Níjar es un relato de viajes escrito por Juan Goytisolo en 1959 y  publicado en 1960 por Seix Barral. En él se describe el paisaje tanto físico como humano del municipio de Níjar. Meses antes se había publicado, con un amplio reportaje fotográfico, unos fragmentos del mismo en la revista Destino (9 de enero de 1960). El arrobo estético ante la belleza del paisaje se mezcla en Campos de Níjar con la descarnada descripción de la miseria de sus habitantes.
El paisaje de los campos de Níjar se aparece a Goytisolo como una imagen inaudita, de una desnudez violenta, totalmente diferente a todo lo visto por él en Europa. Frente a la opinión más común, incluso entre la gente que lo habita, el novelista es capaz de apreciar la belleza de la tierra que lo rodea, si bien había llegado a ella ya seducido por las descripciones que había escuchado de los inmigrantes y, sobre todo, de los soldados almerienses que había conocido durante su servicio militar.
Y ocupando ese paisaje, los niños desnudos o vestidos miserablemente, los adultos, envejecidos prematuramente, condenados a una vida paupérrima o a la emigración, las evidencias del abandono de un pueblo a su suerte y del peor de los expolios: el expolio humano. Juan Goytisolo documenta todo ello a lo largo del libro desde la perspectiva de un reportero, prestando también un especial interés al lenguaje utilizado por las gentes del país. Solo al final de la obra la voz del narrador abandona todo esfuerzo por mantener la objetividad para mostrar su disconformidad con las injusticias de las que ha sido testigo.
La relación de Juan Goytisolo con el paisaje de Almería influiría notablemente en su vida y carrera literaria. Su interés por el mundo árabe tendría justamente este punto de partida, ya que el novelista encontró en el norte de África una prolongación del paisaje y clima mental que había retratado en Campos de Níjar. El libro incluye fotografías de Vicente Aranda, con quien Goytisolo emprendió el viaje.